# دار عبد الله بن مسعود
دار عبد الله بن مسعود أحد الدور التاريخية المجاورة للمسجد النبوي الشريف.
تعود ملكية الدار إلى عبد الله بن مسعود، كانت غربي دار أبو بكر الصديق، ودخل جزء منها في توسعة الفاروق كما وقع لدار أبي بكر الصديق من جهة باب السلام الذي يقع في نهايتها الغربية، وقد دخل معظمها في توسعة عثمان بن عفان للمسجد النبوي.